# Tanca i glorieta de Can Damm
La Tanca i glorieta de Can Damm és una obra d'Argentona (Maresme) protegida com a Bé Cultural d'Interès Local.

## Descripció
Tanca de ferro d'entrada de l'antic xalet de can Damm, actualment desaparegut.
És una reixa de ferro forjat amb motius geomètrics i florals.
Al seu costat hi ha una glorieta de la que es conserva tota l'estructura de ferro forjat.
La finca també s'havia dit villa Josefina.